# Шапочка Юрій Павлович
Ю́рій Па́влович Ша́почка (нар. 19 вересня 1952, Черкаська область, УРСР) — радянський та український веслувальник, срібний призер Олімпійських ігор 1980 року.

## Виступи на Олімпійських іграх
| Олімпіада   | Дисципліна     | Місце |
| ----------- | -------------- | ----- |
| Москва 1980 | парні четвірки | 2     |